# 히로우치 신호장
히로우치 신호장(일본어: 広内信号場)은 일본 홋카이도 가미카와 군 신토쿠정에 있는 홋카이도 여객철도 네무로 본선의 신호장이다.

## 구조
양쪽의 분기기를 쉘터로 놓였던 3개 선의 신호장으로, 교환 및 상·하행 열차와도 추월이 가능하다. 1선 교행되지 않고, 건물과 반대쪽의 3번선이 하행 본선, 2번선이 상행 본선으로, 1번선이 상·하행 대피선으로 되어 있다.

## 역사
- 1966년 9월 30일 : 신설.
- 1971년 5월 1일 : 무인화.
- 1981년 10월 1일 : 세키쇼 선 개업.
- 1987년 4월 1일 : 민영화에 의해, 홋카이도 여객철도로 이관.

## 인접 정차역
| 홋카이도 여객철도 네무로 본선   | 홋카이도 여객철도 네무로 본선 | 홋카이도 여객철도 네무로 본선 |
| ------------------------------- | ----------------------------- | ----------------------------- |
| 신카리카치 신호장 다키카와 방면 | 네무로 본선                   | 니시신토쿠 신호장 구시로 방면 |